# Elisabeth van Brandenburg-Bayreuth

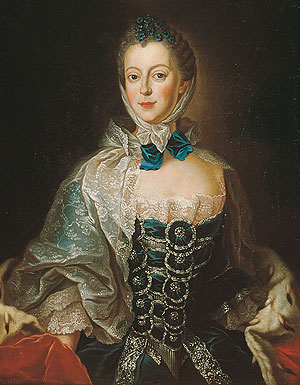
Elisabeth van Brandenburg-Bayreuth.

Elisabeth Frederika Sophia van Brandenburg-Bayreuth (Bayreuth, 30 augustus 1732 — aldaar, 6 april 1780) was van 1748 tot aan haar dood hertogin-gemalin van Württemberg. Ze behoorde tot het Huis Hohenzollern.

## Levensloop
Elisabeth was het enige kind van markgraaf Frederik van Brandenburg-Bayreuth uit diens huwelijk met Wilhelmina, dochter van koning Frederik Willem I van Pruisen. Ze kreeg een strenge opvoeding en er werd een standsmatig huwelijk voor haar voorbereid. Elisabeth Frederika Sophia gold als een van de mooiste prinsessen van haar tijd en werd door Casanova geroemd als de schoonste prinses van Duitsland.
In februari 1744 bezocht hertog Karel Eugenius van Württemberg (1728-1793) Bayreuth en werd hij verliefd op de enige dochter van de markgraaf. Koning Frederik II van Pruisen eiste dat Elisabeth met Karel Eugenius zou trouwen en op 22 februari 1744 werden ze officieel verloofd. Op 26 september 1748 werd in Bayreuth hun huwelijk gevierd. 
In het begin was het huwelijk van Elisabeth en Karel Eugenius gelukkig. Ze had echter weinig invloed op de Württembergse politiek en haar echtgenoot nam de echtelijke trouw al snel niet meer ernstig en had verschillende maîtresses. Dit zorgde voor ruzies tussen beide echtelieden. Bovendien baarde Elisabeth slechts een dochter: Frederica Wilhelmina Augusta Louise Charlotte, die leefde van februari 1750 tot maart 1751. Het uitblijven van mannelijke nakomelingen zorgde voor nog meer conflicten. In 1753 ondernam het paar een reis naar Italië, die hen terug dichter bij elkaar bracht. Karel Eugenius bleef echter minnaressen hebben, wat de prinses ontmoedigde. Toen hij in 1756 verschillende vertrouwelingen van Elisabeth, zoals haar goede vriendin en kamerzangeres Marianne Pirker, zonder proces liet opsluiten, kwam het tot een definitieve breuk tussen beide echtelieden.
In de herfst van 1756 bezocht Elisabeth haar moeder in Bayreuth. Nadat zij in 1758 aan haar begrafenis had deelgenomen, keerde Elisabeth niet meer terug naar het Württembergse hof in Stuttgart. Nog tijdens het leven van haar moeder kopieerde Elisabeth De Jonkvrouw van Voltaire. Voltaire had een goede band met haar moeder en Elisabeth bezocht hem zelfs in Vignory.
In 1759 had haar vader een ontmoeting met Karel Eugenius. Er werd bepaald dat er geen echtscheiding zou komen en dat Elisabeth hertogin van Württemberg zou blijven. Karel Eugenius en de Württembergse Staten werden verplicht om haar jaarlijks 54.000 gulden onderhoudsgeld te betalen, maar Karel Eugenius behield het recht om Elisabeths bedienden aan te stellen. Hierdoor kon hij op de hoogte blijven van haar bezigheden en haar levensomstandigheden beïnvloeden.
Vanaf 27 juli 1759 leefde Elisabeth gescheiden van haar echtgenoot in Neustadt an der Aisch. Ze voelde zich er niet echt thuis, maar werd wel behandeld als een regerende hertogin. Na de dood van haar vader in 1763 erfde ze het nog niet afgewerkte Slot van Donndorf in Eckersdorf, nabij Bayreuth. In 1765 waren de bouwwerken klaar, waarna ze het slot kon betrekken en inrichten naar haar ideeën. Het Slot Fantaisie, zoals het kasteel vanaf dan genoemd werd, werd het middelpunt van hoge spiritualiteit en stijlvolle feesten.
In april 1780 overleed ze op 47-jarige leeftijd in het Oude Slot van Bayreuth. Zoals Elisabeth in haar testament had bepaald, werd ze bijgezet in de Slotkerk van Bayreuth, naast haar ouders.

## Voorvaderen
| Elisabeth van Brandenburg-Bayreuth             | Elisabeth van Brandenburg-Bayreuth                                                                                       | Elisabeth van Brandenburg-Bayreuth                                                                                       | Elisabeth van Brandenburg-Bayreuth | Elisabeth van Brandenburg-Bayreuth | Elisabeth van Brandenburg-Bayreuth                                                        | Elisabeth van Brandenburg-Bayreuth                                                        | Elisabeth van Brandenburg-Bayreuth                                                        | Elisabeth van Brandenburg-Bayreuth                                                        |
| ---------------------------------------------- | --- | --- | --- | --- | ----------------------------------------------------------------------------------------- | ----------------------------------------------------------------------------------------- | ----------------------------------------------------------------------------------------- | ----------------------------------------------------------------------------------------- |
| Overgrootouders                                | Christiaan van Brandenburg-Bayreuth (1661-1708) ∞ Sophie Christiane van Wolfstein (1667-1737)                            | Christiaan van Brandenburg-Bayreuth (1661-1708) ∞ Sophie Christiane van Wolfstein (1667-1737)                            | Frederik Lodewijk van Sleeswijk-Holstein-Sonderburg-Beck (1653–1728) ∞ Louise Charlotte van Sleeswijk-Holstein-Sonderburg-Augustenburg (1658-1740) | Frederik Lodewijk van Sleeswijk-Holstein-Sonderburg-Beck (1653–1728) ∞ Louise Charlotte van Sleeswijk-Holstein-Sonderburg-Augustenburg (1658-1740) | Frederik I van Pruisen (1657–1713) ∞ 1684 Sophie Charlotte van Hannover (1668–1705)       | Frederik I van Pruisen (1657–1713) ∞ 1684 Sophie Charlotte van Hannover (1668–1705)       | George I van Groot-Brittannië (1660–1727) ∞ 1682 Sophia Dorothea van Celle (1666–1726)    | George I van Groot-Brittannië (1660–1727) ∞ 1682 Sophia Dorothea van Celle (1666–1726)    |
| Grootouders                                    | George Frederik Karel van Brandenburg-Bayreuth (1688-1735) ∞ Dorothea van Sleeswijk-Holstein-Sonderburg-Beck (1685-1761) | George Frederik Karel van Brandenburg-Bayreuth (1688-1735) ∞ Dorothea van Sleeswijk-Holstein-Sonderburg-Beck (1685-1761) | George Frederik Karel van Brandenburg-Bayreuth (1688-1735) ∞ Dorothea van Sleeswijk-Holstein-Sonderburg-Beck (1685-1761)                           | George Frederik Karel van Brandenburg-Bayreuth (1688-1735) ∞ Dorothea van Sleeswijk-Holstein-Sonderburg-Beck (1685-1761)                           | Frederik Willem I van Pruisen (1688–1740) ∞ 1706 Sophia Dorothea van Hannover (1687–1757) | Frederik Willem I van Pruisen (1688–1740) ∞ 1706 Sophia Dorothea van Hannover (1687–1757) | Frederik Willem I van Pruisen (1688–1740) ∞ 1706 Sophia Dorothea van Hannover (1687–1757) | Frederik Willem I van Pruisen (1688–1740) ∞ 1706 Sophia Dorothea van Hannover (1687–1757) |
| Ouders                                         | Frederik van Brandenburg-Bayreuth (1711-1763)) ∞ 1706 Wilhelmina van Pruisen (1709-1758)                                 | Frederik van Brandenburg-Bayreuth (1711-1763)) ∞ 1706 Wilhelmina van Pruisen (1709-1758)                                 | Frederik van Brandenburg-Bayreuth (1711-1763)) ∞ 1706 Wilhelmina van Pruisen (1709-1758)                                                           | Frederik van Brandenburg-Bayreuth (1711-1763)) ∞ 1706 Wilhelmina van Pruisen (1709-1758)                                                           | Frederik van Brandenburg-Bayreuth (1711-1763)) ∞ 1706 Wilhelmina van Pruisen (1709-1758)  | Frederik van Brandenburg-Bayreuth (1711-1763)) ∞ 1706 Wilhelmina van Pruisen (1709-1758)  | Frederik van Brandenburg-Bayreuth (1711-1763)) ∞ 1706 Wilhelmina van Pruisen (1709-1758)  | Frederik van Brandenburg-Bayreuth (1711-1763)) ∞ 1706 Wilhelmina van Pruisen (1709-1758)  |
| Elisabeth van Brandenburg-Bayreuth (1732-1780) | | | | |                                                                                           |                                                                                           |                                                                                           |                                                                                           |